# Viviette
Viviette er en amerikansk stumfilm fra 1918 af instrueret af Walter Edwards. Filmen blev udgivet den 9. juni 1918 af Paramount Pictures.

## Medvirkende
- Vivian Martin - Viviette
- Eugene Pallette - Dick Ware
- Harrison Ford - Austin Ware
- Kate Toncray
- Clara Whipple - Kathryn Holroyd
- Donald Blakemore - Banstead